# جيليان جان واترس
جيليان جان واترس (بالإنجليزية: Gillian Iliana Waters)‏ هي ممثلة أمريكية، ولدت في 16 يناير 1975 في لوس أنجلوس في الولايات المتحدة.

## وصلات خارجية
- جيليان جان واترس على موقع IMDb (الإنجليزية)
- جيليان جان واترس على موقع ميوزك برينز (الإنجليزية)
- جيليان جان واترس على موقع قاعدة بيانات الفيلم (الإنجليزية)